# Carex rara
Carex rara är en halvgräsart som beskrevs av Francis M.B. Boott. Carex rara ingår i släktet starrar, och familjen halvgräs.

## Underarter
Arten delas in i följande underarter:
- C. r. patanicola
- C. r. rara